# Patrice Motsepe
Patrice Motsepe, né le 28 janvier 1962 à Soweto, est un avocat, homme d'affaires et dirigeant sportif sud-africain.
Il est président d'African Rainbow Minerals (en), qui fait le commerce de l'or, du platine, de fer et du cuivre, ainsi que du charbon. Il possède également le club de football sud-africain Mamelodi Sundowns, dont il est président. 
Il est président de la Confédération africaine de football depuis le 12 mars 2021. 

## Biographie

### Enfance et famille
Patrice Motsepe est issu d'une famille princière d'un clan de la tribu Tswana, une des plus grandes minorités noires de l'Afrique du Sud (la langue Tswana est aussi l'un des onze idiomes officiels). Il est le frère de Bridgette Radebe et de Tshepo Motsepe. Il naît dans un township, un quartier pauvre et marqué par l'apartheid.
Il commence à travailler jeune, pendant les vacances scolaires, dans la boutique de son père, une spaza shop (en), ce qui ne l'empêche pas de prolonger des études en droit. Cette boutique était située à Hammanskraal, une petite ville au nord de Pretoria où son père, initialement instituteur et syndicaliste, avait été banni pour avoir critiqué l'apartheid. Sa mère détenait un réseau d'épiceries et avait réussi à obtenir régionalement l'exclusivité de la distribution des produits de South African Breweries (en) (SAB), une entreprise brassicole sud-africaine. Les parents ont ainsi la possibilité de faire bénéficier leurs sept enfants d'un établissement d'enseignement privé catholique a priori de meilleure qualité que les établissements publics accessibles aux populations noires,.

### Carrière
Après les études, il travaille quelque temps aux États-Unis puis revient en Afrique du Sud, où il met ses compétences au service du Congrès national africain (ANC), qui se prépare à participer au pouvoir, et travaille sur la politique minière du futur gouvernement. Son ascension sociale commence véritablement en 1994 quand il devient le premier associé noir d'un cabinet d'avocat. Il est ainsi un spécialiste en droit minier et commercial à un moment où l'apartheid prend fin en Afrique du Sud. Passant du cabinet d'avocat à entrepreneuriat, il fonde une première entreprise, Future Mining, qui collecte la poussière d'or des puits intérieurs. Il commence à acheter des mines d'or en 1997, lorsque le prix de l'or recule. Au début des années 2000, il crée un certain nombre de sociétés qu'il réunit en un conglomérat baptisé ARM (Africain Rainbow Mineral, dont il est le président exécutif. Une de ses décisions est la prise de participation de 20% au sein de Harmony Gold) (en), la 12e plus importante société minière aurifère au monde, avec trois exploitations minières en Afrique du Sud. La société ARM s'intéresse ensuite à d'autres minerais, notamment le platine, le fer, le charbon, et le cuivre. ARM est désormais implantée en Zambie, Zimbabwe et en Papouasie-Nouvelle-Guinée. Devenu un magnat des mines, il est membre de plusieurs comités exécutifs ou non exécutifs, dont Harmony Gold ou le groupe d'assurances sud-africain Sanlam. 
En 2013, il rejoint The Giving Pledge et fait don de la moitié de sa fortune à cette œuvre de charité pour favoriser la santé et l'éducation,. 

#### Football
En 2004, il acquiert le club de football Mamelodi Sundowns. Le club remporte la Ligue des champions de la CAF en 2016 et la Supercoupe d'Afrique en 2017.  
En novembre 2020, il annonce sa candidature à la présidence de la Confédération africaine de football. 
Rapidement accusé d'être activement soutenu par la FIFA - malgré son devoir de réserve et de neutralité - et son Président Gianni Infantino, qui chercherait à obtenir les voix de l'Afrique pour une future réélection,, Patrice Motsepe est élu le 12 mars 2021, après que l'ensemble des quatre autres candidats ont retiré leurs candidatures. Il prend son mandat dans une situation instable, une partie des africains et des observateurs s'insurgeant contre cette élection, synonyme d'ingérence de la FIFA dans la politique du continent,,.
En octobre 2024, il se déclare candidat à sa réélection à la tête de la présidence de la CAF alors que les élections ont lieu en mars 2025. Le 12 mars 2025, Patrice Motsepe est réélu président de La Confédération africaine de football, lors de la 14e assemblée générale extraordinaire de la CAF.

## Controverse
En janvier 2020, lors d'un diner au forum économique mondial de Davos, Patrice Motsepe affirme publiquement au président américain Donald Trump que « l'Afrique l'aime ». Face aux réactions indignées que cette prise de parole provoque à travers tout le continent africain, le milliardaire présente ses excuses en expliquant : « je n'ai pas le droit de m'exprimer au nom de qui que ce soit d'autre que moi-même ».

## Fortune
En 2012, Motsepe est classé comme première fortune d'Afrique du Sud et apparaît aussi au premier rang de la liste des personnalités les plus riches dressée par l'hebdomadaire dominical The Sunday Times avec une fortune personnelle estimée à 2.4 milliards de dollars (plus de 20 milliards de rands). 

## Vie privée
Cyril Ramaphosa, l'actuel président d'Afrique du Sud, est son beau-frère.